# Агпериг
Агпериг (арм. Աղբերիկ Վանք; также известный как Агперкаванк и англ. Vantir monastery, монастырь Вантир) — армянский монастырский комплекс, расположенный в северной части Сасунских гор в 20 км юго-восточнее города Муш Турции на высоте 1950 м над уровнем моря.  

## История
Точная дата основания монастыря не известна. Он был построен в ущелье, на склоне горы. С трёх сторон он был окружен крутой горой Хачарач, а с правой или южной стороны имел вид на Прнашен и небольшое поле Тавта. Название монастыря произошло от одного из источников, протекающих на его землях. Говорят, что вода этого источника обладает целебными свойствами. Согласно преданию, монастырь был основан в I веке святым апостолом Фаддеем. Следовательно, вышеупомянутый источник был также известен как Источник Святого Фаддея. Считается, что апостол окунул один из гвоздей, которым был распят Христос, в источник, после чего его вода обрела свои чудодейственные свойства. Местные жители называли источник Србаджур (святая вода).
В 1899 году монастырь подвергся нападению курдов. Настоятель, отец Газар, был убит. Его преемник, отец Захария Авдаллян, был убит во время другого курдского нападения в 1908 году. В 1914 году настоятелем был отец Хачадур. Вместе с учениками монастырской школы и другими членами ордена он был убит во время геноцида армян.
Монастырь чаще называют Святой Агпериг (Сурб Агпериг, «святой источник») из-за его целебного источника и многочисленных других источников, найденных поблизости.

## Устройство комплекса
Монастырь включает в себя: 
1. церковь Святого Фаддея, трехапсидное однонефное сооружение размером 11,7 × 8,9 м, построенное, вероятно, до X века, но перестроенное, с нишами под арками, стрельчатым бочкообразным сводом с поперечными арками, увенчанным двумя боковыми камерами;
2. у западной стены этой церкви находится притвор Святого Стефана — здание, размером примерно 15 × 12 м, построенное в неустановленное время и также перестроенное, со стрельчатым цилиндрическим сводом, нишами под арками и поперечными арками, опирающимися на импосты;
3. к северу от церкви Святого Фаддея и сообщающейся с ней крытым переходом с крестовыми сводами, находится церковь Святого Спасителя (Сурб Пркич), также известная как церковь Святого Предтечи (Сурб Карапет), так как один из его алтарей посвящен святому Иоанну Крестителю. Она была построена по образцу церкви Святого Фаддея примерно в середине X века князем Викеном Мамигоняном. Это крестообразный квадрат размером 14,1 × 10,6 м с двугранными колоннами, куполом на многоугольном барабане;
4. простирающееся прямо на запад от этой второй церкви — притвор Просветителя, здание размером 12,6 × 9,5 м, с четырьмя центральными колоннами и восемью зацепленными колоннами, ограничивающими девять неравных отсеков, покрытых калоттами , вероятно, датируемое XVI веком или позднее. Западная стена совмещена со стеной притвора Святого Стефана, с которым она сообщается и перекрывается;
5. колокольня около 11,3 × 5,6 м у основания, построенная позже перед притвором Просветителя[1].

В период позднего средневековья вокруг комплекса были построены оборонительные стены.